# 1999年亞洲冬季運動會中華台北代表團
1999年亞洲冬季運動會中華台北代表團是中華民國（台灣）以“中華台北”名義，參與在韓國江原道舉行的1999年亞洲冬季運動會。

## 參賽選手
- 花式滑冰：劉中達、張帆、祈道珍、侯麗安
- 短道競速滑冰：林冠勳、張詠岱、侯欣妤、陳雅雯
- 高山滑雪：李永德、朱泰瑋、李文婷